# Vrijheid (sociologie)

De Vrijheid leidt het Volk van Eugène Delacroix (1833)

Vrijheid is de mogelijkheid om naar eigen wil te handelen. In maatschappelijke zin behelst het de mogelijkheid van groepen en individuen om deel te nemen aan het maatschappelijke, economische en politieke verkeer. In de moderne tijd is het een van de belangrijkste maatschappelijke waarden geworden, met een groot aantal verschillende interpretaties.

## Positieve en negatieve vrijheid
Er kan onderscheid gemaakt worden tussen negatieve en positieve vrijheid. Negatief en positief drukken hierbij geen waardeoordeel uit, maar geven aan of het gaat om vrijheid die ontstaat door de afwezigheid van iets of door de aanwezigheid van iets.
- Negatieve vrijheid is de "vrijheid van het voorkomen van acties door anderen".[1] Deze vrijheid houdt verband met vrijheid en bevrijding, bijvoorbeeld van dwang, van overheersing, ziektes en waandenkbeelden.

- Van positieve vrijheid is sprake als mensen "meester over zichzelf zijn".[2] Het is de mogelijkheid om te kiezen en het eigen leven in te richten. Dit is de vrijheid waar men het over heeft wanneer het gaat over de vrije wil.

Positieve en negatieve vrijheid hangen samen. Positieve vrijheid is niet mogelijk wanneer negatieve vrijheid ontbreekt. Anderzijds is negatieve vrijheid weinig zinvol wanneer positieve vrijheid niet nagestreefd wordt. Beide vormen van vrijheid lijken op een Januskop waarvan het ene gezicht naar het verleden en het andere naar de toekomst gericht is. Vrijheid gaat altijd samen met verantwoordelijkheid. Wie vrijheid heeft om te kiezen, heeft een verantwoordelijkheid om het beste alternatief te kiezen. Het beste alternatief kan men bepalen door kennis te vergaren over hoe de wereld is en hoe men zelf is.

## Interpretaties van vrijheid
- De vaak geuite zin 'Ik ben vrij en daarom doe ik wat ik wil', is lastig om te analyseren. Als de wil gestuurd wordt door begeerte, en deze weer door DNA, opvoeding en cultuur, gaat de stelling niet op. Toch heeft de wil als kenmerk dat hij de emoties en begeerten kan kanaliseren en domineren. In de filosofische bezinning hierover geven sommige denkers de voorrang aan een vrij vermogen tot kanaliseren, andere menen dat de wil dat niet kan en slechts kan ‘meedobberen’ op de stroom der impulsen. Zie hiervoor vrijheid (filosofisch).

- Ken Wilber, een Amerikaanse wetenschapper die veel gepubliceerd heeft over dit onderwerp, heeft een boek geschreven met de titel: Zonder grenzen (No boundaries). Hierin verdedigt hij dat vrijheid voor hem betekent dat er geen (immateriële) grenzen zijn.

- Een uitspraak van vierde-eeuwse kerkvader Augustinus luidt: Heb lief en doe wat je wilt. Heb lief en doe wat je wilt, moet dan ook geïnterpreteerd worden dat ware liefde altijd zelfgave is en het goede voor de ander wil. En dan kan iemand doen wat hij wil, omdat het altijd op het goede gericht is.

- Rudolf Steiner promoveerde op zijn werk Filosofie der vrijheid, waarin hij aantoont dat de vrijheid van de mens alleen daarin bestaat dat hij zijn innerlijke geestelijke houding zelf kan bepalen. De mens kan dus zijn noodlot aanvaarden of een innerlijke houding van protest aannemen: "waarom moet mij dat nu gebeuren?".

- Marxist en filosoof Friedrich Engels haalt Hegel aan waar deze stelt[3] dat 'vrijheid het inzicht in de noodzakelijkheid is'. Deze relatie tussen vrijheid en noodzakelijkheid was voor zowel Hegel als Engels cruciaal onderdeel van hun wereldbeeld en is ontleend aan de filosofie van Immanuel Kant. Het wil zoveel zeggen als: als een grens niet bestaat kan je niet weten of je die grens overgaat. Dus is de grens een noodzakelijkheid om de vrijheid te verkrijgen de grens te kunnen oversteken. Hier wordt dus vrijheid tegenover chaos geplaatst.

- Volgens de anarchist Michail Bakoenin wordt de menselijke wil gedetermineerd door natuurlijke en maatschappelijke invloeden. Bakoenin erkent de menselijke afhankelijkheid aan de natuurwetten, maar Bakoenin beschouwt dit niet als onderdrukking, omdat de mens slechts leeft, denkt en handelt dankzij de natuurwetten. Natuurwetten werken op de mens zonder tussenkomst van geweld of bevel door een ander persoon. Menselijke vrijheid betekent dat niemand gedwongen wordt om iemand anders te gehoorzamen, zodat iedereen kan handelen volgens zijn gedetermineerde wil. Volgens Bakoenin kan een mens alleen vrij zijn als alle mensen om hem heen vrij zijn.[4][5]

## Politieke vrijheid
Politieke vrijheid is de vrijheid die burgers genieten ten opzichte van de staat. Deze kent opnieuw negatieve en positieve versies: vrijheid van overheidsbemoeienis tegenover vrijheid om als burger vorm te geven aan bestuur en maatschappij. Grondrechten en mensenrechten worden gezien als waarborg voor politieke vrijheid. Politieke vrijheden worden vaak opgenomen in de grondwet van een land. Voorbeelden van politieke vrijheden zijn:
- vrijheid van godsdienst
- vrijheid van meningsuiting
- vrijheid van de pers
- vrijheid van vereniging en vergadering

## Vrijheid in de beeldende kunst
In de beeldende kunst is de personificatie van de vrijheid te herkennen aan de volgende attributen: scepter en een frygische muts.

De vrijlating van een slaaf in het Romeinse Rijk ging vergezeld van een ritueel in de tempel van de godin Feronia. De slaaf kreeg een muts op zijn kaalgeschoren hoofd gezet.

In de Franse kunst van de na de revolutie is de vrijheid ook vaak gepersonifieerd. Een bekend voorbeeld is De Vrijheid voert het Volk aan van Eugène Delacroix.